# Michaël Fabre
Michaël Fabre (Draguignan, 15 luglio 1984) è un ex calciatore francese, di ruolo portiere.

## Carriera
Fabre ha iniziato a giocare nelle giovanili del Nantes nel 1999 all'età di 15 anni.
L'anno seguente venne notato dai collaboratori della squadra italiana del Bologna che lo acquistarono e andò a formare insieme ad un altro francese, Mourad Meghni, la squadra allievi nazionali, che vinse il Campionato Allievi Nazionali. Arruolato in prima squadra nella stagione 2001-2002 come terzo portiere, non riuscì a trovare posto essendo chiuso dall'esperto Gianluca Pagliuca.
Così nella stagione successiva decide di giocare con la Fiorentina appena ammessa al campionato di Serie C2. Neanche qui trovò spazio.
Fabre così decise di chiudere l'avventura italiana e di tornare in Francia dove venne acquistato dal Sedan dove in tre stagione raccolse 5 presenze. Riuscì ad arrivare secondo nella Coppa di Francia 2005.
Nell'estate 2006 venne ceduto al Clermont Foot Auvergne dove vinse da titolare il Championnat National che promosse la squadra per la stagione 2007-2008 nella Ligue 2.

## Palmarès

### Club

#### Competizioni nazionali
- Championnat National: 1

Clermont Foot Auvergne: 2006-2007

### Nazionale
- Torneo di Tolone: 1

Francia Under-20: 2004
- Campionato mondiale di calcio Under-17: 1

Francia Under-17: 2001
- Campionato europeo di calcio Under-17: 1

Francia Under-17: 2001